# Maxim Kontsevich
Maxim Lvovich Kontsevich (em russo:  Максим Львович Концевич; Khimki, 25 de agosto de 1964) é um matemático russo.